# Elektrownia regulacyjna
Elektrownia regulacyjna (lub zbiornikowa) – typ elektrowni wodnej wyposażony w zbiornik gromadzący spiętrzoną za pomocą zapory lub jazu wodę. Pozwala on zwiększyć ciśnienie i spad, zwiększając możliwą do wykorzystania energię wody. Hydroelektrownia taka jest też niezależna od chwilowego dopływu oraz pozwala w znacznym zakresie regulować ilość przepływającej przez turbiny wody, a tym samym ilość wytwarzanej energii elektrycznej. Powstały przed zaporą sztuczny zbiornik wodny pełni także istotną funkcję przeciwpowodziową.
Konstrukcje taką wykorzystuje się najczęściej przy budowie większych elektrowni wodnych.
Odmianą elektrowni regulacyjnej jest elektrownia szczytowo-pompowa.